# Banuaju Timur
Banuaju Timur is een bestuurslaag in het regentschap Sumenep van de provincie Oost-Java, Indonesië. Banuaju Timur telt 1941 inwoners (volkstelling 2010).